# XI Juegos Deportivos Centroamericanos
Los XI Juegos Deportivos Centroamericanos se llevaron a cabo en la ciudad de Managua, Nicaragua, del 3 al 17 de diciembre de 2017. Fue la cuarta ocasión que este país recibió la sede del evento multideportivo, pero en las tres anteriores oportunidades no se logró realizar por diferentes motivos. Las ciudades de San Juan del Sur, Granada-lago Cocibolca y Estelí fueron sedes alternas para los juegos.

## Elección
Por decisión unánime del 28 de febrero de 2013 de los siete comités olímpicos que conforman la Organización Deportiva Centroamericana (Ordeca), la ciudad de Managua fue elegida como la sede para la realización de los Juegos Deportivos Centroamericanos en su undécima edición.

## Organización
Por decreto ejecutivo del presidente Daniel Ortega, del 27 de marzo de 2014, se creó el Comité Organizador de los XI Juegos Deportivos Centroamericanos, encargado precisamente de la organización del evento. Nicaragua había recibido la sede de los juegos regionales en los años 1981, 1994, y 2001, pero en ninguna de ellas pudo llevarse a cabo.

## Sedes e infraestructura
La ciudad de Managua fue la sede principal de los juegos. En este localidad, estuvieron ubicados los siguientes centros deportivos:
- Béisbol
  - Estadio Nacional Dennis Martínez
  - Estadio Stanley Cayasso

- Baloncesto, Boxeo, Voleibol 
  - Polideportivo Alexis Argüello

- Natación 
  - Complejo de Piscinas Michelle Richardson

- Lucha, Pesas, Judo, Taekwondo, Fisiculturismo
  - Polideportivo España

- Fútbol
  - Estadio Nacional de Nicaragua
  - Estadio Independencia (Estelí)

- Hockey sobre césped 
  - Complejo Deportivo Concepción Palacios

- Pista y campo
  - Pista de Atletismo IND

- Remo
  - Puerto Asese, Gran Lago de Nicaragua, Granada

- Voleibol de playa
  - Paseo Xolotlán

## Deportes
Para esta edición, y por decisión de la Asamblea de la Organización Deportiva Centroamericana, fueron retiradas del programa las siguientes disciplinas con respecto al evento anterior: gimnasia, navegación a vela, bádminton, raquetbol, bowling y patinaje. Los deportes que se desarrollarón en los Juegos Deportivos Centroamericanos de 2017, y que forman parte de las disciplinas olímpicas, fueron:
- Atletismo (detalles)
- Baloncesto
- Balonmano (detalles)
- Béisbol
  -  Béisbol (detalles)
  -  Sóftbol
- Boxeo
- Ciclismo (detalles)
- Deportes acuáticos
  -  Natación (detalles)
  -  Natación en aguas abiertas
- Esgrima
- Fútbol (detalles)
- Golf
- Halterofilia
- Hockey 5
- Judo
- Karate
- Lucha
- Remo
- Rugby 7 (detalles)
- Surf
- Taekwondo
- Tenis
- Tenis de mesa
- Triatlón
- Voleibol

Además, se incluyeron cuatro deportes que no forman parte del calendario olímpico, por lo que el total de disciplinas en el evento fue de 28:
- Ajedrez
- Billar
- Culturismo
- Sambo

### Calendario
Los 468 eventos en 50 disciplinas de los 34 deportes de los Juegos Centroamericanos se desarrollaron desde el 3 de diciembre hasta el 17 de diciembre de 2017.
| Diciembre                  | 3 Dom | 4 Lun | 5 Mar | 6 Mié | 7 Jue | 8 Vie | 9 Sáb | 10 Dom | 11 Lun | 12 Mar | 13 Mié | 14 Jue | 15 Vie | 16 Sáb | 17 Dom | Eventos |
| -------------------------- | ----- | ----- | ----- | ----- | ----- | ----- | ----- | ------ | ------ | ------ | ------ | ------ | ------ | ------ | ------ | ------- |
| Ceremonias                 | CA    |       |       |       |       |       |       |        |        |        |        |        |        |        | CC     |         |
| Ajedrez                    |       |       |       |       |       |       | 12    |        |        |        |        |        |        |        |        | 2       |
| Atletismo                  |       |       |       |       |       |       | 11    | 13     | 8      | 13     |        |        |        |        | 2      | 47      |
| Baloncesto                 |       |       |       |       |       |       | 2     |        |        |        |        |        |        |        |        | 2       |
| Balonmano                  |       |       |       |       |       |       | 2     |        |        |        |        |        |        |        |        | 2       |
| Béisbol                    |       |       |       |       |       |       |       |        |        |        |        |        |        |        | 2      | 2       |
| Billar                     |       |       |       |       |       |       |       |        |        |        | 3      | 3      | 3      | 3      | 3      | 15      |
| Boxeo                      |       |       |       |       |       |       |       |        |        |        |        |        |        |        | 15     | 15      |
| Ciclismo de montaña        |       |       |       |       |       |       |       | 2      |        |        |        |        |        |        |        | 2       |
| Ciclismo en ruta           |       |       |       |       |       |       |       |        |        |        | 2      |        | 2      |        |        | 4       |
| Esgrima                    |       | 2     | 2     | 2     | 2     | 2     | 2     |        |        |        |        |        |        |        |        | 12      |
| Fútbol                     |       |       |       |       |       |       |       |        |        |        | 1      | 1      |        |        |        | 2       |
| Futsal                     |       |       |       |       |       |       |       |        |        |        |        |        |        |        | 1      | 1       |
| Golf                       |       |       |       |       |       |       | 2     |        |        |        |        |        |        |        |        | 2       |
| Hockey 5                   |       |       |       |       |       |       | 2     |        |        |        |        |        |        |        |        | 2       |
| Judo                       |       |       |       |       | 6     | 6     | 4     |        |        |        |        |        |        |        |        | 16      |
| Karate                     |       |       |       |       |       |       |       |        |        |        |        |        | 7      | 7      | 2      | 16      |
| Levantamiento de pesas     |       |       | 4     | 4     | 4     | 4     |       |        |        |        |        |        |        |        |        | 16      |
| Lucha                      | 6     | 6     | 6     |       |       |       |       |        |        |        |        |        |        |        |        | 18      |
| Natación                   |       | 7     | 7     | 6     | 6     | 7     | 7     |        |        |        |        |        |        |        |        | 40      |
| Natación en aguas abiertas |       |       |       |       |       | 1     |       | 1      |        |        |        |        |        |        |        | 2       |
| Remo                       |       | 4     | 4     | 3     |       |       |       |        |        |        |        |        |        |        |        | 12      |
| Rugby 7                    |       | 2     |       |       |       |       |       |        |        |        |        |        |        |        |        | 2       |
| Sóftbol                    |       |       |       |       |       |       | 2     |        |        |        |        |        |        |        |        | 2       |
| Sambo                      |       |       |       |       |       |       |       |        |        |        |        |        | 14     | 13     |        | 27      |
| Taekwondo                  |       |       |       |       |       |       |       |        |        | 14     | 8      |        |        |        |        | 22      |
| Tenis                      |       |       |       |       |       |       |       |        |        |        |        |        | 5      |        | 2      | 7       |
| Tenis de mesa              |       |       |       |       |       |       |       |        |        |        |        | 2      | 3      |        | 2      | 7       |
| Triatlón                   |       |       |       |       |       |       |       |        |        |        |        |        |        | 2      | 1      | 3       |
| Voleibol                   |       |       |       |       |       |       |       |        |        |        |        |        |        | 2      |        | 2       |
| Voleibol de playa          |       |       |       |       |       | 2     |       |        |        |        |        |        |        |        |        | 2       |
| Total de eventos           | -     | -     | -     | -     | -     | -     | -     | -      | -      | -      | -      | -      | -      | -      | -      | 470     |
| Diciembre                  | 3 Dom | 4 Lun | 5 Mar | 6 Mié | 7 Jue | 8 Vie | 9 Sáb | 10 Dom | 11 Lun | 12 Mar | 13 Mié | 14 Jue | 15 Vie | 16 Sáb | 17 Dom | Eventos |

### Medallero
País anfitrión (Nicaragua)
- Actualizado al 17 de diciembre de 2017.[8]

| Núm.  | País              | Oro | Plata | Bronce | Total |
| ----- | ----------------- | --- | ----- | ------ | ----- |
| 1     | Guatemala (GUA)   | 98  | 82    | 84     | 264   |
| 2     | Costa Rica (CRC)  | 60  | 62    | 48     | 170   |
| 3     | Nicaragua (NIC)   | 59  | 78    | 85     | 222   |
| 4     | Panamá (PAN)      | 41  | 55    | 63     | 159   |
| 5     | El Salvador (ESA) | 40  | 31    | 84     | 155   |
| 6     | Honduras (HON)    | 27  | 32    | 46     | 106   |
| 7     | Belice (BLZ)      | 2   | 4     | 6      | 12    |
| TOTAL | TOTAL             | 347 | 348   | 419    | 1,114 |